# Jal Mahal
Jal Mahal (có nghĩa là "Cung điện nước") là một cung điện nằm ở giữa hồ Man Sagar ở thành phố Jaipur, thủ phủ bang Rajasthan, Ấn Độ. Cung điện và hồ xung quanh nó đã được nhà vua Maharaja Jai Singh II của nước Amber, cải tạo và mở rộng trong thế kỷ 18. Cung điện Jal Mahal đã thay đổi dáng vẻ ngoạn mục. Thợ đóng thuyền truyền thống từ Vrindavan đã chế tác theo phong cách thuyền gỗ Rajput truyền thống. Một tiếng sóng vỗ nhẹ nhàng của mái chèo trên mặt nước hồ trong trẻo sẽ đưa bạn đến Jal Mahal. Bạn di chuyển qua hành lang và phòng ốc trang trí trên tầng đầu tiên để leo lên tất cả lối dẫn lên đến vườn Chameli thơm ngát. Trên khắp hồ, bạn có thể chiêm ngưỡng những ngọn đồi, rải rác với các đền thờ và pháo đài cổ, phía bên kia là Jaipur nhộn nhịp. Sự thay đổi đáng chú ý nhất là ngay trong chính hồ nước. Ống dẫn nước bị chuyển hướng, hai triệu tấn bùn độc hại đã được nạo vét từ đáy, tăng chiều sâu đáy hồ hơn một mét, hệ thống xử lý nước được phát triển, thực vật địa phương và cá được tái nhập, các vùng đất ngập nước xung quanh tái sinh và năm hòn đảo xây tổ được tạo ra để thu hút chim di cư.